# Guns N’ Roses-diszkográfia
A Guns N’ Roses nevű amerikai hard rock együttes 6 stúdió-, 1 koncert-, 2 válogatás-, 6 video-, 3 közép- és 21 kislemezt adott ki. Karrierjük során több száz koncertet adtak és eddigi pályafutásuk során 16 videóklipjük készült.

## Albumok

### Stúdióalbumok
| Év   | Album | Toplista pozíció | Toplista pozíció | Toplista pozíció | Toplista pozíció | Toplista pozíció | Toplista pozíció | Toplista pozíció | Toplista pozíció | Toplista pozíció | Toplista pozíció | Toplista pozíció | Toplista pozíció | Eladások |
| Év   | Album | US               | AUS              | AUT              | CAN              | FIN              | IRE              | NLD              | NOR              | SPA              | SWE              | SWI              | UK               | Eladások |
| ---- | --- | ---------------- | ---------------- | ---------------- | ---------------- | ---------------- | ---------------- | ---------------- | ---------------- | ---------------- | ---------------- | ---------------- | ---------------- | --- |
| 1987 | Appetite for Destruction - Megjelent: 1987. július 21. - Kiadó: Geffen (#24148) - Formátumok: CD, LP, CS    | 1                | 7                | 3                | 3                | 4                | 11               | 53               | 9                | —                | 32               | 7                | 5                | - US: 18× Platina - UK: 2× Platina - GER: Platina - CAN: Gyémánt - NL: Platina - MEX: Arany - ARG: 3× Platina - SWZ: Platina - FIN: Arany - AU: Platina - BRA: Platina                                     |
| 1988 | G N’ R Lies - Megjelent: 1988. november 29. - Kiadó: Geffen (#24198) - Formátumok: CD, LP, CS               | 2                | 18               | 10               | 13               | —                | —                | —                | 6                | —                | 7                | 15               | 22               | - US: 5× Platina - UK: Arany - GER: Arany - ARG: Platina - AU: Arany - BRA: Arany |
| 1991 | Use Your Illusion I - Megjelent: 1991. szeptember 17. - Kiadó: Geffen (#24415) - Formátumok: CD, LP, CS     | 2                | 2                | 2                | 1                | 2                | 28               | 21               | 3                | 46               | 3                | 3                | 2                | - US: 7× Platina - UK: Platina - GER: 2× Platina - CAN: Gyémánt - NL: 2× Platina - MEX: Platina+Arany - ARG: 5× Platina - SWZ: 2× Platina - NOR: 2× Platina - FIN: Platina - AU: 2× Platina - BRA: Platina |
| 1991 | Use Your Illusion II - Megjelent: 1991. szeptember 17. - Kiadó: Geffen (#24420) - Formátumok: CD, LP, CS    | 1                | 1                | 1                | 1                | 3                | 29               | 18               | 2                | 61               | 4                | 2                | 1                | - US: 7× Platina - UK: Platina - GER: 5× Arany - CAN: 9× Platina - NL: Platina - MEX: Platina - ARG: 6× Platina - SWZ: 3× Platina - NOR: 2× Platina - FIN: Platina - AU: 2× Platina - BRA: Platina         |
| 1993 | "The Spaghetti Incident?" - Megjelent: 1993. november 23. - Kiadó: Geffen (#24617) - Formátumok: CD, LP, CS | 4                | 1                | 4                | 3                | —                | —                | 4                | 2                | —                | 2                | 3                | 2                | - US: Platina - UK: Arany - GER: Arany - CAN: 3× Platina - NL: Platina - SWZ: Arany - NOR: Platina - FIN: Arany - AU: Arany - BRA: Platina                                                                 |
| 2008 | Chinese Democracy - Megjelent: 2008. november 23. - Kiadó: Geffen (#0602517906075) - Formátumok: CD, LP, DL | 3                | 3                | 3                | 1                | 1                | 3                | 4                | 2                | 8                | 4                | 1                | 2                | - US: Platina - EU: Platina - GER: Arany - AUS: Platina - ARG: Platina - FIN: Platina |

### Koncertalbumok
| Év   | Album                                                                                                | Toplista pozíció | Toplista pozíció | Toplista pozíció | Toplista pozíció | Toplista pozíció | Toplista pozíció | Toplista pozíció | Toplista pozíció | Toplista pozíció | Toplista pozíció | Eladások                                               |
| Év   | Album                                                                                                | US               | AUT              | FIN              | IRE              | NLD              | NOR              | NZ               | SPA              | SWE              | SWI              | Eladások                                               |
| ---- | --- | ---------------- | ---------------- | ---------------- | ---------------- | ---------------- | ---------------- | ---------------- | ---------------- | ---------------- | ---------------- | ------------------------------------------------------ |
| 1999 | Live Era: ’87–’93 - Megjelent: 1999. november 23. - Kiadó: Geffen (#490514) - Formátumok: CD, LP, CS | 45               | 29               | 29               | 49               | 16               | 17               | 32               | 96               | 49               | 31               | - US: Arany - CAN: Platina - ARG: Platina - BRA: Arany |

### Válogatásalbumok
| Év   | Album                                                                                 | Toplista pozíció | Toplista pozíció | Toplista pozíció | Toplista pozíció | Toplista pozíció | Toplista pozíció | Toplista pozíció | Toplista pozíció | Toplista pozíció | Toplista pozíció | Toplista pozíció | Toplista pozíció | Toplista pozíció | Toplista pozíció | Toplista pozíció | Eladások |
| Év   | Album                                                                                 | US               | AUS              | AUT              | DEN              | FIN              | IRE              | ITA              | NLD              | NOR              | NZ               | POR              | SPA              | SWE              | SWI              | UK               | Eladások |
| ---- | ------------------------------------------------------------------------------------- | ---------------- | ---------------- | ---------------- | ---------------- | ---------------- | ---------------- | ---------------- | ---------------- | ---------------- | ---------------- | ---------------- | ---------------- | ---------------- | ---------------- | ---------------- | --- |
| 1998 | Use Your Illusion - Megjelent: 1998. augusztus 25. - Kiadó: Geffen - Formátum: CD     | -                | -                | -                | -                | -                | -                | -                | -                | -                | -                | -                | -                | -                | -                | -                | |
| 2004 | Greatest Hits - Megjelent: 2004. március 23. - Kiadó: Geffen (9862108) - Formátum: CD | 3                | 6                | 1                | 4                | 1                | 1                | 2                | 3                | 1                | 1                | 7                | 26               | 2                | 2                | 1                | - US: 5× Platina - EU: 3× Platina - UK: 3× Platina - GER: Platina - CAN: 2× Platina - AUS: 3× Platina - NL: Platina - MEX: Arany - ARG: 2× Platina - SWZ: Platina - FIN: Platina - AU: Arany - BRA: Arany |

### EP-k
| Év   | Album                                                                                                  | Toplista pozíció | Toplista pozíció | Toplista pozíció | Toplista pozíció | Toplista pozíció | Toplista pozíció | Toplista pozíció | Toplista pozíció | Toplista pozíció | Toplista pozíció | Toplista pozíció | Toplista pozíció | Toplista pozíció | Toplista pozíció | Toplista pozíció | Eladások                                                |
| Év   | Album                                                                                                  | US               | AUS              | AUT              | DEN              | FIN              | IRE              | ITA              | NLD              | NOR              | NZ               | POR              | SPA              | SWE              | SWI              | UK               | Eladások                                                |
| ---- | --- | ---------------- | ---------------- | ---------------- | ---------------- | ---------------- | ---------------- | ---------------- | ---------------- | ---------------- | ---------------- | ---------------- | ---------------- | ---------------- | ---------------- | ---------------- | ------------------------------------------------------- |
| 1986 | Live ?!*@ Like a Suicide - Megjelent: 1986. december 16. - Kiadó: UZI Suicide (USR-001) - Formátum: LP | N/A              | N/A              | N/A              | N/A              | N/A              | N/A              | N/A              | N/A              | N/A              | N/A              | N/A              | N/A              | N/A              | N/A              | N/A              | - Kizárólag az Egyesült Államokban jelent meg. - 10,000 |
| 1988 | EP (Live from the Jungle) - Megjelent: 1987. - Kiadó: Geffen (25XD-977) - Formátum: LP, CD             | N/A              | N/A              | N/A              | N/A              | N/A              | N/A              | N/A              | N/A              | N/A              | N/A              | N/A              | N/A              | N/A              | N/A              | N/A              | - Kizárólag Japánban jelent meg.                        |

## Kislemezek
| Év   | Cím                             | US | HMRT | AUS | AUT | DEN | FIN | FRA | IRE | ITA | NLD | NOR | NZ | SWE | SWI | UK | Album                        |
| ---- | ------------------------------- | -- | ---- | --- | --- | --- | --- | --- | --- | --- | --- | --- | -- | --- | --- | -- | ---------------------------- |
| 1987 | "It’s So Easy"                  | —  | —    | —   | —   | —   | —   | —   | —   | —   | —   | —   | —  | —   | —   | 84 | Appetite for Destruction     |
| 1987 | "Welcome to the Jungle" (Arany) | 7  | 37   | 37  | —   | —   | —   | —   | 14  | —   | —   | —   | —  | —   | —   | 24 | Appetite for Destruction     |
| 1988 | "Sweet Child o’ Mine" (Platina) | 1  | 7    | 11  | —   | —   | —   | —   | 4   | —   | 26  | —   | —  | 27  | 15  | 6  | Appetite for Destruction     |
| 1989 | "Paradise City"                 | 5  | 14   | 48  | —   | —   | —   | —   | 1   | —   | 4   | 4   | —  | 3   | 7   | 6  | Appetite for Destruction     |
| 1989 | "Patience" (Arany)              | 4  | 7    | 16  | —   | —   | —   | —   | 2   | —   | 4   | —   | —  | —   | 16  | 10 | GN’R Lies                    |
| 1989 | "Nightrain"                     | 93 | 26   | 74  | —   | —   | —   | —   | 2   | —   | —   | —   | —  | —   | —   | 17 | Appetite For Destruction     |
| 1991 | "You Could Be Mine" (Arany)     | 29 | 3    | 3   | 8   | —   | —   | 8   | 2   | —   | 5   | 2   | —  | 2   | 2   | 3  | Use Your Illusion II         |
| 1991 | "Don’t Cry" (Arany)             | 10 | 3    | 5   | —   | —   | —   | 25  | 1   | —   | 6   | 2   | —  | 9   | 3   | 8  | Use Your Illusion I          |
| 1991 | "Live and Let Die"              | 33 | 20   | 10  | 27  | —   | —   | 39  | 5   | —   | 12  | 3   | —  | 15  | 19  | 5  | Use Your Illusion I          |
| 1992 | "November Rain" (Arany)         | 3  | 15   | 5   | 27  | —   | —   | 18  | 3   | —   | 4   | 7   | —  | 38  | 8   | 4  | Use Your Illusion I          |
| 1992 | "Knockin’ on Heaven’s Door"     | —  | 18   | 12  | 3   | —   | —   | 7   | 1   | —   | 1   | 6   | —  | 10  | 5   | 2  | Use Your Illusion II         |
| 1992 | "Yesterdays"                    | 72 | 13   | 14  | 18  | —   | —   | —   | 5   | —   | 6   | 5   | —  | 16  | 19  | 8  | Use Your Illusion II         |
| 1993 | "Civil War"                     | —  | —    | 45  | —   | —   | —   | —   | —   | —   | 16  | 10  | —  | —   | —   | 11 | Use Your Illusion II         |
| 1993 | "Ain’t It Fun"                  | —  | 8    | —   | —   | —   | —   | —   | 14  | —   | 22  | 3   | 36 | 5   | 15  | 9  | "The Spaghetti Incident?"    |
| 1994 | "Estranged"                     | —  | 16   | 40  | —   | —   | —   | —   | —   | —   | —   | —   | 28 | 26  | 41  | —  | Use Your Illusion II         |
| 1994 | "Since I Don’t Have You"        | 69 | —    | 47  | —   | —   | —   | 28  | 16  | —   | —   | —   | 48 | 40  | —   | 10 | The Spaghetti Incident?      |
| 1994 | "Hair of the Dog"               | —  | 11   | —   | —   | —   | —   | —   | —   | —   | —   | —   | —  | —   | —   | —  | The Spaghetti Incident?      |
| 1994 | "Sympathy for the Devil"        | 55 | 10   | 12  | 17  | —   | —   | 15  | 5   | —   | 9   | 5   | 13 | 7   | 15  | 9  | Interjú a vámpírral filmzene |
| 1999 | "Oh My God"                     | —  | 26   | —   | —   | —   | —   | —   | —   | —   | —   | —   | —  | —   | —   | —  | Ítéletnap filmzene           |
| 2008 | "Chinese Democracy"             | 34 | 5    | 54  | 26  | 23  | 3   | —   | 32  | 7   | 15  | 1   | 27 | 3   | 11  | 27 | Chinese Democracy            |
| 2008 | "Better"                        | —  | 18   | —   | —   | —   | —   | —   | —   | —   | —   | —   | —  | —   | —   | —  | Chinese Democracy            |
| 2009 | "Street of Dreams"              | —  | —    | —   | —   | —   | —   | —   | —   | —   | —   | —   | —  | —   | —   | —  | Chinese Democracy            |

## Videók
| Év   | Videó | Eladások                 |
| ---- | --- | ------------------------ |
| 1992 | Use Your Illusion I - Megjelent: 1992. december - Kiadó: Geffen (GEFV 39521) - Formátum: VHS, DVD (2003)      | - US: Arany - CAN: Arany |
| 1992 | Use Your Illusion II - Megjelent: 1992. december - Kiadó: Geffen (GEFV 39522) - Formátum: VHS, DVD (2003)     | - US: Arany - CAN: Arany |
| 1998 | Welcome to the Videos - Megjelent: 1998. október 27. - Kiadó: Geffen (GEFV 39557) - Formátum: VHS, DVD (2003) | - US: 2× Platina         |

## Videóklipek
| Év   | Cím                            | Rendező(k)                                 |
| ---- | ------------------------------ | ------------------------------------------ |
| 1987 | "It’s So Easy"                 | Nigel Dick                                 |
| 1987 | "Welcome to the Jungle"        | Nigel Dick                                 |
| 1987 | "Sweet Child o’ Mine"          | Nigel Dick                                 |
| 1988 | "Paradise City"                | Nigel Dick                                 |
| 1989 | "Patience"                     | Nigel Dick                                 |
| 1991 | "You Could Be Mine"            | Jeffrey Abelson Andy Morahan Stan Winston  |
| 1991 | "Don’t Cry" (original version) | Andy Morahan                               |
| 1991 | "Live and Let Die"             | Josh Richman                               |
| 1992 | "November Rain"                | Andy Morahan                               |
| 1992 | "Knockin’ on Heaven’s Door"    | Andy Morahan                               |
| 1992 | "Yesterdays"                   | Andy Morahan                               |
| 1992 | "Garden of Eden"               | Andy Morahan                               |
| 1993 | "The Garden"                   | Del James                                  |
| 1993 | "Dead Horse"                   | Axl Rose Slash Duff McKagan Louis Marciano |
| 1993 | "Civil War"                    | ?                                          |
| 1994 | "Estranged"                    | Andy Morahan                               |
| 1994 | "Since I Don’t Have You"       | Sante D’Orazio                             |